# Cerkiew Przemienienia Pańskiego w Nowej Myszy

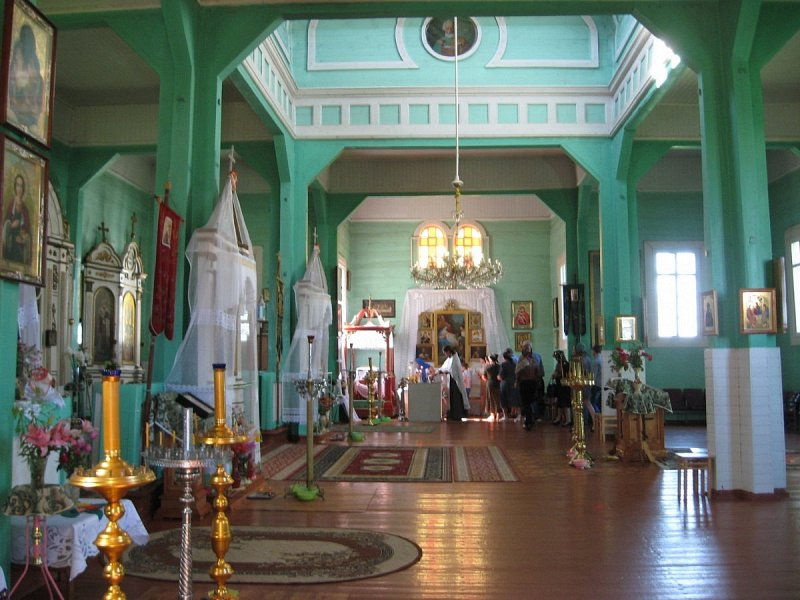
Wnętrze (2013)

Cerkiew Przemienienia Pańskiego – prawosławna cerkiew parafialna w Nowej Myszy, w dekanacie baranowickim eparchii pińskiej i łuninieckiej Egzarchatu Białoruskiego Patriarchatu Moskiewskiego.
Cerkiew położona jest na placu w centrum wsi.

## Historia
Unicka cerkiew funkcjonowała w Nowej Myszy w II połowie XVII w. Była to fundacja Chodkiewiczów. W latach 80. XVII w. uczęszczało do niej dziewięciuset parafian. Na jej miejscu w 1859 na koszt państwa rosyjskiego wzniesiono nową świątynię. Cerkiew w Nowej Myszy należała do Rosyjskiego Kościoła Prawosławnego od 1839, gdy na mocy synodu połockiego prawosławie przyjęły wszystkie cerkwie unickie poza diecezją chełmską.

## Architektura
Cerkiew reprezentuje typ świątyń krzyżowo-kopułowych. Jest orientowana, nad przedsionkiem znajduje się niewielka cebulasta kopułka. Budowla została wzniesiona z drewna na wysokiej podmurówce. Posiada pięć niewielkich cebulastych kopuł wieńczących dachy namiotowe posadowione na bębnach. Jeden z bębnów pełni równocześnie funkcję dzwonnicy. Cerkiewny przedsionek oraz ramiona nawy poprzecznej zwieńczone są trójkątnymi szczytami. W oknach cerkwi znajdują się witraże. Prostokątne okna świątyni są ozdobnie obramowane. Ikonostas w świątyni jest jednorzędowy.